# Seikadōbunko-Kunstmuseum

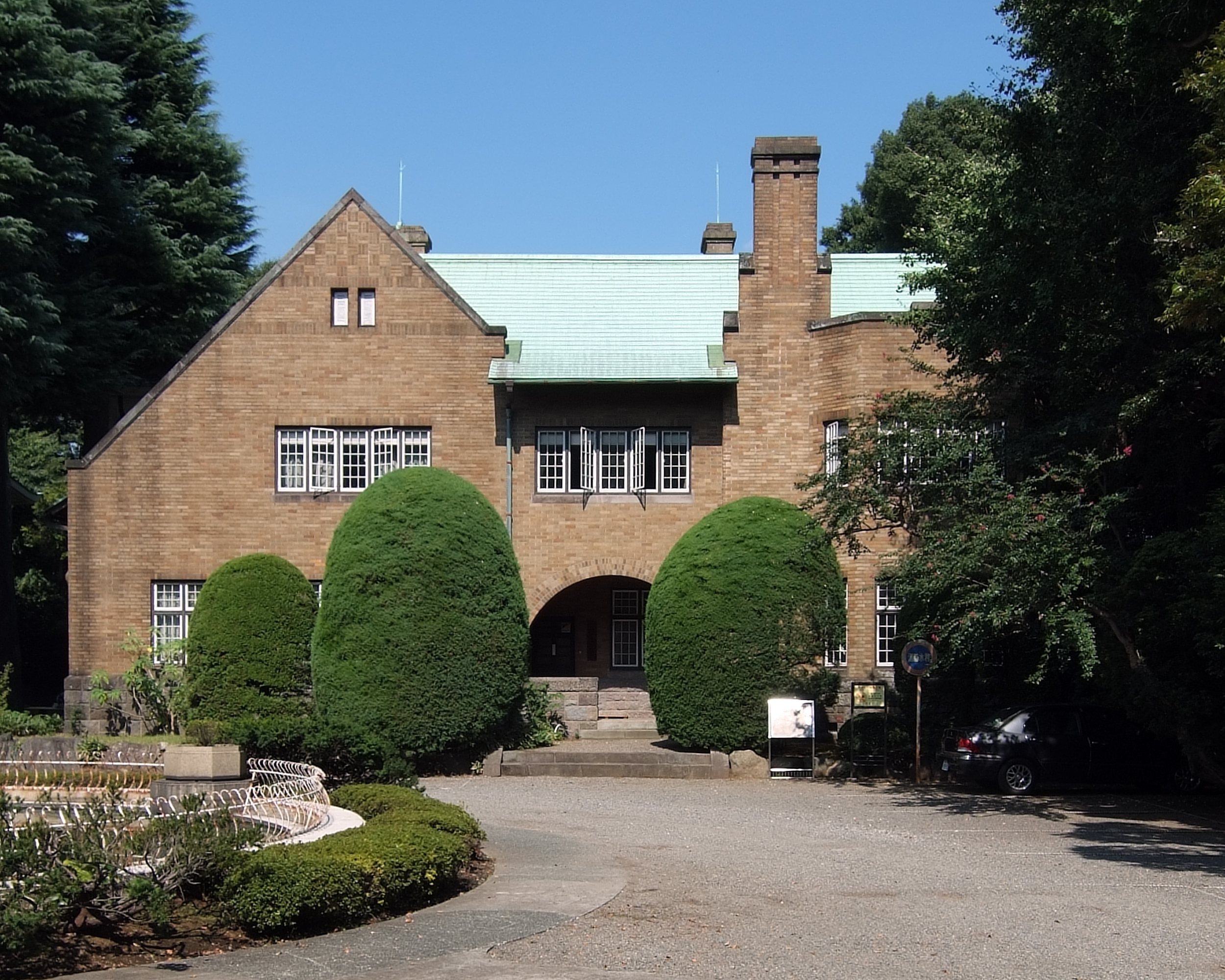
Seikadōbunko-Kunstmuseum

Das Seikadōbunko-Kunstmuseum (japanisch 静嘉堂文庫美術館, Seikadōbunko bijutsukan) im Tokioter Bezirk Setagaya bewahrt das kulturelle Erbe der Familie Iwasaki, die das große Unternehmen Mitsubishi gründete und lange leitete.

## Übersicht
Der Kern der Sammlung wurde von Iwasaki Yanosuke (岩崎 弥之助; 1851–1908), dem 2. Präsidenten der Firma Mitsubishi, zusammengetragen. „Seikadō“ war der Name seines Studios, der sich von einem Wort im chinesischen Klassiker (詩経, Shikyō) ableitet. Die Sammlung wurde von seinem Sohn und 4. Präsidenten Iwasaki Koyota (1879–1945) erweitert.
Die Sammlung umfasst 7 Nationalschätze, 84 Wichtige Kulturgüter, ungefähr 200.000 wertvolle Bücher (120.000 Chinesische, 80.000 japanische Werke) und 6.500 Kunstschätze aus Ostasien.
Als sich in der Meiji-Zeit das Kunstinteresse vieler Japaner auf den Westen verlagerte, begann Iwasaki Yanosuke dagegen zu steuern und begann ab 1887 eine eigene Sammlung aufzubauen. Koyota setzte die Sammeltätigkeit fort und erwarb Bilder, Skulpturen, alte Bücher, Lackwaren und Schwerter. Er interessierte sich besonders für chinesisches Porzellan, was der Sammlung eine eigene Note gibt.
Um die Organisation des Bunko, der – wie der Name sagt – ursprünglich eine Büchersammlung war, machten sich die ersten Direktoren, die Historiker Shigno Yasutsugu (重野 安繹; 1827－1910) und Morohashi Tetsuji (1883－1982) verdient. Die Sammlung befand sich zunächst in der Iwasaki-Villa am Surugadai, später in einem Annex der Villa im Ortsteil Takanawa, heute „Kaitōkaku“ (開東閣) genannt.
1924, anlässlich des 17. Todestages seines Vaters ließ Koyota das heutige Gebäude von dem in Japan wirkenden englischen Architekten Josiah Conder neben dem Mausoleum für seinen Vater errichten.
Das Museum zeigt jeweils eine für ein Thema spezifische Auswahl von Objekten und Dokumenten, es gibt keine allgemeine Dauerausstellung. Die Sammlung ist gegliedert in Alte Schriftstücke, Bilder, Alte Karten, Alte Darstellungen von Schlachten u. a.

## Nationalschätze

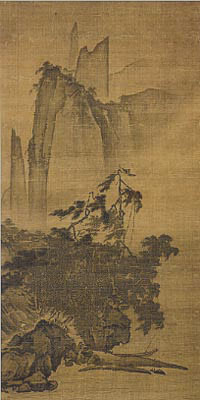
„Wind und Regen“ (風雨山水図). Ma Yuan (zugeschr.) Ende Südl. Song-Zeit, 13. Jh.
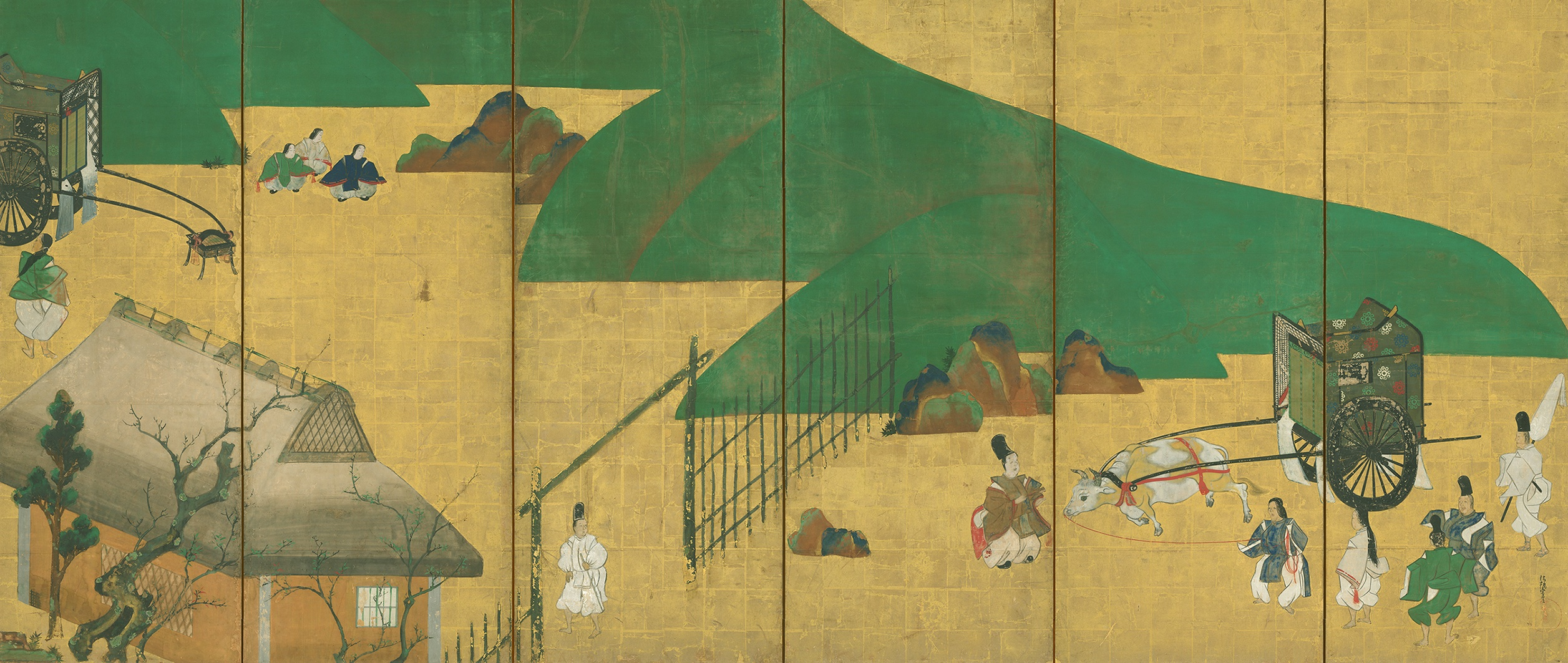
Tawaraya Sotatsu: Szenen aus dem Genji monogatari: Sekiya (関屋) / Miyotsukushi (澪標) (6faltiges Stellschirm-Paar).
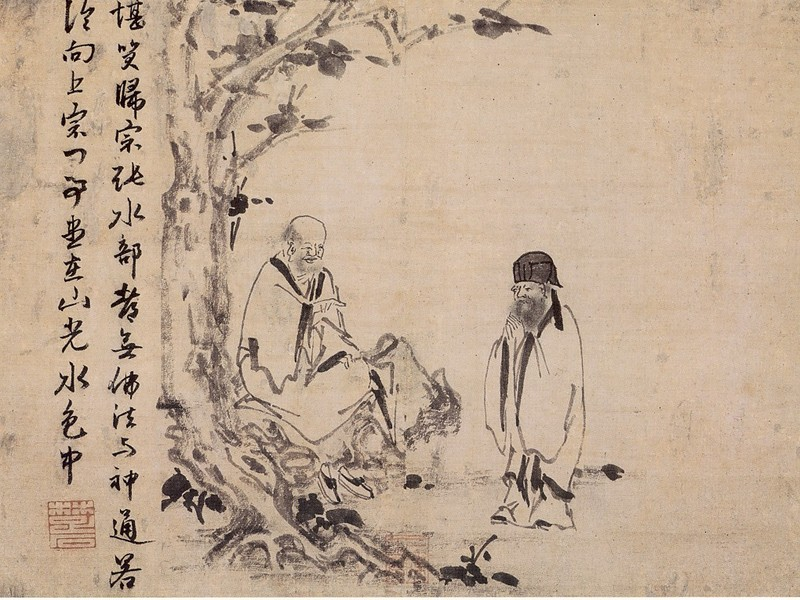
Isoliertes Segment von Texten von Zen-Meister: Meister Zhichang.
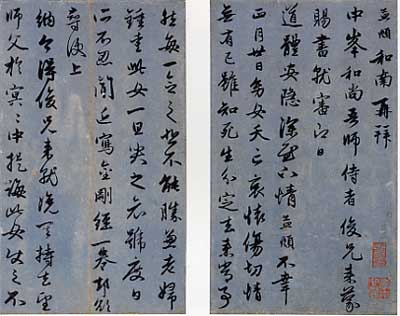
Zhao Mengfu: Schreiben an Zhongfeng Mingben.
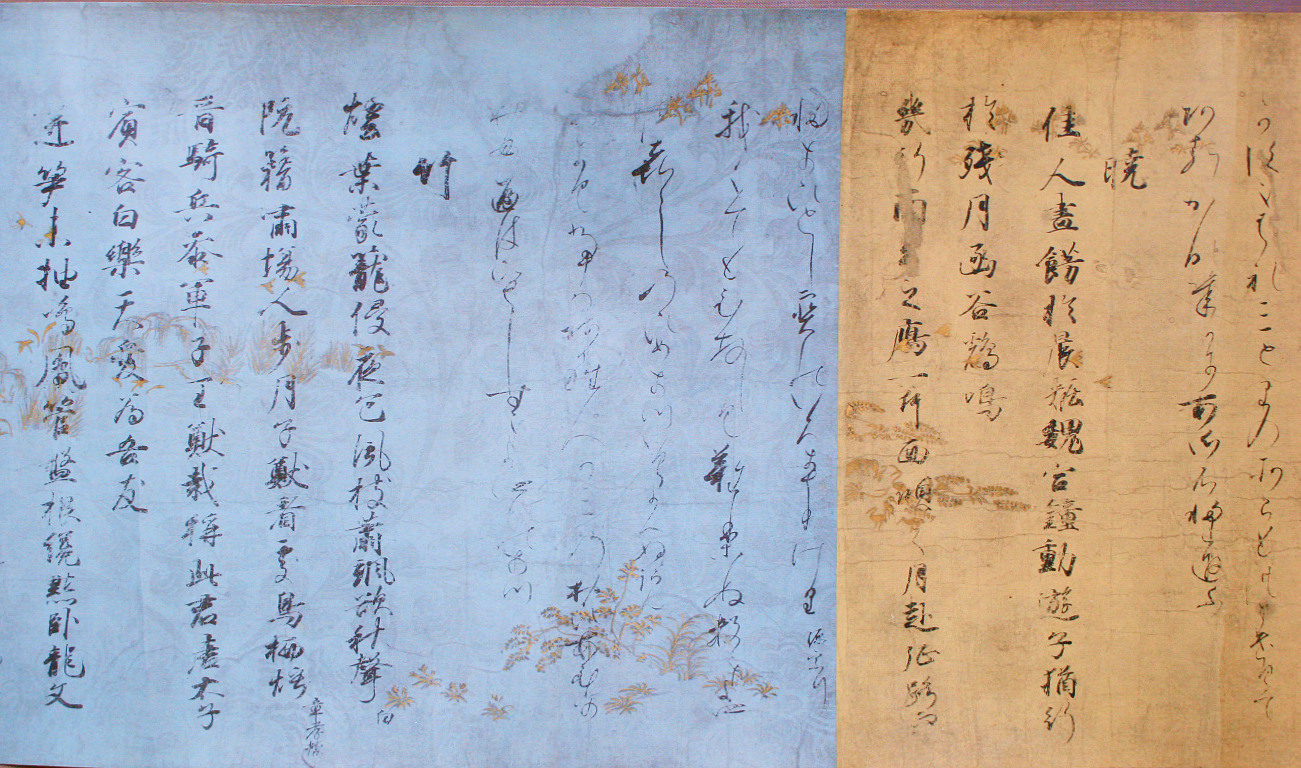
Auszug aus der Geschichte des Han Yamato.

### Ohne Abbildungen
- Glasierte und dekorierte Schale (曜変天目稲葉天目, Südliche Song-Zeit /12 bis 13. Jh.)
- Japanisches Schwert aus dem 13. Jahrhundert